# McQuade, el llop solitari
McQuade, el llop solitari (títol original: Lone Wolf McQuade) és una pel·lícula d'acció estatunidenca de Steve Carver estrenada  l'any 1983. Tenint per actor principal Chuck Norris, Lone Wolf McQuade barreja western i pel·lícula policíaca. Ha estat doblada al català.

## Argument
J.J. McQuade, un Texas Ranger, viu sol en companyia d'un llop, s'enfronta a la banda de Rawley Wilkes que ee dedica al tràfic d'armes.

## Repartiment
- Chuck Norris: J.J. McQuade
- David Carradine : Rawley Wilkes
- Barbara Carrera : Lola Richardson
- Leon Isaac Kennedy: Jackson
- Robert Beltran: Kayo
- L.Q. Jones : Dakota
- Dana Kimmell : Sally McQuade
- R. G. Armstrong: T. Tyler
- Jorge Cervera Jr. : Cap
- Sharon Farrell : Molly
- Daniel Frishman : Falcon
- William Sanderson : Snow
- Robert Resetar : Pyte Brown
- Thomas Cenney : The Wolf
- Kane Hodder